# Branka Prelević
Branka Prelević (in serbo Бранка Прелевић?; ... – Belgrado, 28 gennaio 1995) è stata una cestista jugoslava.

## Carriera
Con la Jugoslavia ha disputato i Campionati mondiali del 1959 e quattro edizioni dei Campionati europei (1954, 1956, 1958, 1960).